# Casto Alejandrino
Casto Alejandrino (Arayat, 18 november 1911 - 12 juli 2005) was een Filipijns communistenleider. Hij was na Luis Taruc de belangrijkste leider van de Hukbalahap.

## Biografie
Alejandrino werd geboren op 18 november 1911 in Arayat in de Filipijnse provincie Pampanga. Hij was van goede komaf en was door een erfenis in de jaren 30 landeigenaar van 68 hectare grond in Arayat. Op dit stuk land woonden en werkten 14 boeren die voor hem werkten. Ondanks zijn afkomst zette hij zich in voor de belangen van de landloze boeren en was een van de leiders en woordvoerders van Aguman ding Malding Talapagobra (AMT), een grote vakbond in Pampanga. Na de fusie tussen de socialistische partij de Filipijnse communistische partij in 1938 werd hij een van de leden in het centraal committee van de PKP. In 1940 won hij namens de socialistische partij de verkiezingen voor burgemeester van Arayat.
Na de invasie van de Japanners aan het begin van de Tweede Wereldoorlog in Azië kwamen leiders van Filipijnse vakbewegingen bijelkaar in Cabiao, Nueva Ecija waar ze besloten om een verzetsbeweging tegen de Japanners op te richten. Deze beweging werd Hukbong Bayan Laban sa mga Hapon (Hukbalahap) genoemd. Alejandrino werd samen met Luis Taruc, Felipe Culala en Mariano Franco gekozen tot leiders van de beweging. Onderling wezen de vier Taruc aan als de belangrijkste commandant en Alejandrino als de nummer twee.
Na de oorlog worden diverse leiders van de Hkbalahap gearresteerd. Ook Luis Taruc en Casto Alejandrino worden in februari 1945 opgepakt en gevangengezet. In september 1945 komen ze kort na demonstraties tegen het vasthouden van de Hukbalahapleiders weer vrij. Luis Taruc en enkele andere communisten worden kort daarop in het Filipijns parlement gekozen. Hun verkiezing werd echter door de Filipijnse kiescommissie COMELEC ongeldig verklaard, vanwege de vermeende terroristische activiteiten van de communisten. Daarop begon een lange strijd tussen de Hukbalaphap en de Filipijns overheid, ondersteund door de Amerikanen. Alejandrino was vicecommandant van de Hukbalahap en leider van diverse lokale gewapende groeperingen binnen de beweging in Pampanga en omstreken. Hij was een van de afgevaardigden die namens de communisten vredesonderhandelingen voerde met de regering van Ramon Magsaysay. Na de overgave van Luis Taruc, volgde Alejandrino hem op als nieuwe commandant van de Hukbalahap. De beweging was echter al lang niet meer zo groot en aanwezig als begin jaren 50. In 1960 werd hij gearresteerd, nadat hij was verraden door een van zijn assistenten. Na vijftien jaar gevangenschap kwam hij in 1975 weer op vrije voeten. 
Alejandrino overleed in 2005, twee maanden na Taruc, op 93-jarige leeftijd.